# Wahlkreis Rovigo (Camera dei deputati)
Der Wahlkreis Rovigo war von 1993 bis 2005 und ist seit 2017 wieder ein Wahlkreis (italienisch collegio elettorale) für die Wahl der Abgeordnetenkammer.

## Von 1993 bis 2005

### Wahlkreisgebiet
Der Wahlkreis umfasste 21 Gemeinden: Badia Polesine, Bagnolo di Po, Calto, Canda, Castelguglielmo, Ceneselli, Costa di Rovigo, Ficarolo, Fiesso Umbertiano, Fratta Polesine, Gaiba, Giacciano con Baruchella, Lendinara, Lusia, Pincara, Rovigo, Salara, San Bellino, Stienta, Trecenta und Villanova del Ghebbo.

### Wahlergebnisse

#### Parlamentswahl 1994

##### Direktstimmen
| Kandidaten               | Kandidaten           | Parteien                                 | Stimmen | %    |
| ------------------------ | -------------------- | ---------------------------------------- | ------- | ---- |
|                          | Vanni Tonizzogewählt | Polo delle Libertà (FI – LN – CCD – UdC) | 32.385  | 39,2 |
|                          | Alberto Menon        | Progressisti                             | 24.540  | 29,7 |
|                          | Vincenzo Milan       | Patto per l’Italia                       | 15.994  | 19,3 |
|                          | Luca Bellotti        | Alleanza Nazionale                       | 9.782   | 11,8 |
| Gesamt                   | Gesamt               | Gesamt                                   | 82.701  | 100  |
|                          |                      |                                          |         |      |
| Ungültige Stimmen        | Ungültige Stimmen    | Ungültige Stimmen                        | 7.974   | 8,8  |
| Wähler                   | Wähler               | Wähler                                   | 90.675  | 93,3 |
| Wahlberechtigte          | Wahlberechtigte      | Wahlberechtigte                          | 97.149  |      |
|                          |                      |                                          |         |      |
| Quelle: Innenministerium |                      |                                          |         |      |

##### Listenstimmen
| Parteien                             | Parteien                            | Parteien                            | Stimmen | %    |
| ------------------------------------ | ----------------------------------- | ----------------------------------- | ------- | ---- |
|                                      | Progressisti                        | Partito Democratico della Sinistra  | 15.940  | 18,8 |
| Partito della Rifondazione Comunista | Progressisti                        | 6.153                               | 7,2     |      |
| Federazione dei Verdi                | Progressisti                        | 2.685                               | 3,2     |      |
| Partito Socialista Italiano          | Progressisti                        | 2.036                               | 2,4     |      |
| Alleanza Democratica                 | Progressisti                        | 1.175                               | 1,4     |      |
| ↳ Gesamt                             | Progressisti                        | 27.989                              | 32,9    |      |
|                                      | Polo delle Libertà                  | Forza Italia                        | 18.589  | 21,9 |
| Lega Nord                            | Polo delle Libertà                  | 9.339                               | 11,0    |      |
| ↳ Gesamt                             | Polo delle Libertà                  | 27.928                              | 32,9    |      |
|                                      | Patto per l’Italia                  | Partito Popolare Italiano           | 11.553  | 13,6 |
| Patto Segni                          | Patto per l’Italia                  | 6.977                               | 8,2     |      |
| ↳ Gesamt                             | Patto per l’Italia                  | 18.530                              | 21,8    |      |
|                                      | Alleanza Nazionale                  | Alleanza Nazionale                  | 8.517   | 10,0 |
|                                      | Lega Autonomia Veneta               | Lega Autonomia Veneta               | 1.397   | 1,6  |
|                                      | Partito della Legge Naturale        | Partito della Legge Naturale        | 348     | 0,4  |
|                                      | Iniziativa dei Popolari Democratici | Iniziativa dei Popolari Democratici | 284     | 0,3  |
| Gesamt                               | Gesamt                              | Gesamt                              | 84.993  | 100  |
|                                      |                                     |                                     |         |      |
| Ungültige Stimmen                    | Ungültige Stimmen                   | Ungültige Stimmen                   | 5.679   | 6,3  |
| Wähler                               | Wähler                              | Wähler                              | 90.672  | 93,3 |
| Wahlberechtigte                      | Wahlberechtigte                     | Wahlberechtigte                     | 97.149  |      |
|                                      |                                     |                                     |         |      |
| Quelle: Innenministerium             |                                     |                                     |         |      |

#### Parlamentswahl 1996

##### Direktstimmen
| Kandidaten               | Kandidaten              | Parteien                        | Stimmen | %    |
| ------------------------ | ----------------------- | ------------------------------- | ------- | ---- |
|                          | Gabriele Frigatogewählt | L’Ulivo – Lega Autonomia Veneta | 33.815  | 42,2 |
|                          | Luca Bellotti           | Polo per le Libertà             | 29.717  | 37,1 |
|                          | Rossella Rigoni         | Lega Nord                       | 14.191  | 17,7 |
|                          | Bruno Candita           | Mani Pulite                     | 2.435   | 3,0  |
| Gesamt                   | Gesamt                  | Gesamt                          | 80.158  | 100  |
|                          |                         |                                 |         |      |
| Ungültige Stimmen        | Ungültige Stimmen       | Ungültige Stimmen               | 7.869   | 8,9  |
| Wähler                   | Wähler                  | Wähler                          | 88.027  | 90,4 |
| Wahlberechtigte          | Wahlberechtigte         | Wahlberechtigte                 | 97.415  |      |
|                          |                         |                                 |         |      |
| Quelle: Innenministerium |                         |                                 |         |      |

##### Listenstimmen
| Parteien                                          | Parteien                             | Parteien                             | Stimmen | %    |
| ------------------------------------------------- | ------------------------------------ | ------------------------------------ | ------- | ---- |
|                                                   | Polo per le Libertà                  | Forza Italia                         | 13.762  | 16,9 |
| Alleanza Nazionale                                | Polo per le Libertà                  | 12.385                               | 15,2    |      |
| CCD – CDU                                         | Polo per le Libertà                  | 5.054                                | 6,2     |      |
| ↳ Gesamt                                          | Polo per le Libertà                  | 31.201                               | 38,2    |      |
|                                                   | L’Ulivo                              | Partito Democratico della Sinistra   | 15.637  | 19,1 |
| Popolari per Prodi (PPI – SVP – PRI – UD – Prodi) | L’Ulivo                              | 7.569                                | 9,3     |      |
| Rinnovamento Italiano                             | L’Ulivo                              | 4.260                                | 5,2     |      |
| Federazione dei Verdi                             | L’Ulivo                              | 1.597                                | 2,0     |      |
| ↳ Gesamt                                          | L’Ulivo                              | 29.063                               | 35,6    |      |
|                                                   | Lega Nord                            | Lega Nord                            | 11.035  | 13,5 |
|                                                   | Partito della Rifondazione Comunista | Partito della Rifondazione Comunista | 6.429   | 7,9  |
|                                                   | Unione Nord Est                      | Unione Nord Est                      | 1.430   | 1,8  |
|                                                   | Lista Pannella – Sgarbi              | Lista Pannella – Sgarbi              | 1.330   | 1,6  |
|                                                   | Mani Pulite                          | Mani Pulite                          | 717     | 0,9  |
|                                                   | Fiamma Tricolore                     | Fiamma Tricolore                     | 460     | 0,6  |
| Gesamt                                            | Gesamt                               | Gesamt                               | 81.665  | 100  |
|                                                   |                                      |                                      |         |      |
| Ungültige Stimmen                                 | Ungültige Stimmen                    | Ungültige Stimmen                    | 6.367   | 7,2  |
| Wähler                                            | Wähler                               | Wähler                               | 88.032  | 90,4 |
| Wahlberechtigte                                   | Wahlberechtigte                      | Wahlberechtigte                      | 97.415  |      |
|                                                   |                                      |                                      |         |      |
| Quelle: Innenministerium                          |                                      |                                      |         |      |

#### Parlamentswahl 2001

##### Direktstimmen
| Kandidaten               | Kandidaten                   | Parteien           | Stimmen | %    |
| ------------------------ | ---------------------------- | ------------------ | ------- | ---- |
|                          | Luca Bellottigewählt         | Casa delle Libertà | 34.921  | 45,4 |
|                          | Gabriele Frigato             | L’Ulivo            | 32.631  | 42,5 |
|                          | Nabeel Bassal                | Democrazia Europea | 3.746   | 4,9  |
|                          | Filippo Manganelli Di Rienzo | Lista Di Pietro    | 2.918   | 3,8  |
|                          | Livio Simonetta              | Lista Emma Bonino  | 2.633   | 3,4  |
| Gesamt                   | Gesamt                       | Gesamt             | 76.849  | 100  |
|                          |                              |                    |         |      |
| Ungültige Stimmen        | Ungültige Stimmen            | Ungültige Stimmen  | 6.993   | 8,3  |
| Wähler                   | Wähler                       | Wähler             | 83.842  | 86,4 |
| Wahlberechtigte          | Wahlberechtigte              | Wahlberechtigte    | 97.012  |      |
|                          |                              |                    |         |      |
| Quelle: Innenministerium |                              |                    |         |      |

##### Listenstimmen
| Parteien                               | Parteien                             | Parteien                             | Stimmen | %    |
| -------------------------------------- | ------------------------------------ | ------------------------------------ | ------- | ---- |
|                                        | Casa delle Libertà                   | Forza Italia                         | 23.812  | 30,9 |
| Alleanza Nazionale                     | Casa delle Libertà                   | 8.152                                | 10,6    |      |
| Lega Nord                              | Casa delle Libertà                   | 3.285                                | 4,3     |      |
| CCD – CDU                              | Casa delle Libertà                   | 3.011                                | 3,9     |      |
| Nuovo PSI                              | Casa delle Libertà                   | 1.484                                | 1,9     |      |
| ↳ Gesamt                               | Casa delle Libertà                   | 39.744                               | 51,5    |      |
|                                        | L’Ulivo                              | Democratici di Sinistra              | 13.879  | 18,0 |
| La Margherita (Dem – PPI – RI – Udeur) | L’Ulivo                              | 9.151                                | 11,9    |      |
| Il Girasole (FdV – SDI)                | L’Ulivo                              | 2.070                                | 2,7     |      |
| Partito dei Comunisti Italiani         | L’Ulivo                              | 1.326                                | 1,7     |      |
| ↳ Gesamt                               | L’Ulivo                              | 26.426                               | 34,3    |      |
|                                        | Partito della Rifondazione Comunista | Partito della Rifondazione Comunista | 4.144   | 5,4  |
|                                        | Lista Di Pietro                      | Lista Di Pietro                      | 2.431   | 3,2  |
|                                        | Lista Emma Bonino                    | Lista Emma Bonino                    | 1.885   | 2,4  |
|                                        | Democrazia Europea                   | Democrazia Europea                   | 1.711   | 2,2  |
|                                        | Liga Fronte Veneto                   | Liga Fronte Veneto                   | 516     | 0,7  |
|                                        | Forza Nuova                          | Forza Nuova                          | 212     | 0,3  |
|                                        | Abolizione Scorporo                  | Abolizione Scorporo                  | 63      | 0,1  |
| Gesamt                                 | Gesamt                               | Gesamt                               | 77.132  | 100  |
|                                        |                                      |                                      |         |      |
| Ungültige Stimmen                      | Ungültige Stimmen                    | Ungültige Stimmen                    | 6.710   | 8,0  |
| Wähler                                 | Wähler                               | Wähler                               | 83.842  | 86,4 |
| Wahlberechtigte                        | Wahlberechtigte                      | Wahlberechtigte                      | 97.012  |      |
|                                        |                                      |                                      |         |      |
| Quelle: Innenministerium               |                                      |                                      |         |      |

## Von 2017 bis 2020

### Wahlkreisgebiet
Der Wahlkreis umfasste Gemeinden: 

### Wahlergebnisse

#### Parlamentswahl 2018
| Kandidaten               | Kandidaten                   | Stimmen | %    | Listen                              | Stimmen | %    |
| ------------------------ | ---------------------------- | ------- | ---- | ----------------------------------- | ------- | ---- |
|                          | Antonietta Giacomettigewählt | 66.409  | 46,9 | Lega                                | 42.980  | 30,4 |
| Forza Italia             | Antonietta Giacomettigewählt | 66.409  | 46,9 | 16.472                              | 11,6    |      |
| Fratelli d’Italia        | Antonietta Giacomettigewählt | 66.409  | 46,9 | 5.708                               | 4,0     |      |
| Noi con l’Italia – UDC   | Antonietta Giacomettigewählt | 66.409  | 46,9 | 1.249                               | 0,9     |      |
|                          | Emanuele Cozzolino           | 35.806  | 25,3 | Movimento 5 Stelle                  | 35.806  | 25,3 |
|                          | Diego Crivellari             | 29.832  | 21,1 | Partito Democratico                 | 26.176  | 18,5 |
| +Europa                  | Diego Crivellari             | 29.832  | 21,1 | 2.495                               | 1,8     |      |
| Italia Europa Insieme    | Diego Crivellari             | 29.832  | 21,1 | 660                                 | 0,5     |      |
| Civica Popolare          | Diego Crivellari             | 29.832  | 21,1 | 501                                 | 0,4     |      |
|                          | Sara Quaglia                 | 3.722   | 2,6  | Liberi e Uguali                     | 3.722   | 2,6  |
|                          | Luca Previati                | 1.633   | 1,2  | Italia agli Italiani (FT – FN)      | 1.633   | 1,2  |
|                          | Marco Venuto                 | 1.088   | 0,8  | CasaPound Italia                    | 1.088   | 0,8  |
|                          | Vincenzo Pellegrino          | 1.035   | 0,7  | Potere al Popolo!                   | 1.035   | 0,7  |
|                          | Davide Tarozzi               | 977     | 0,7  | Il Popolo della Famiglia            | 977     | 0,7  |
|                          | Michele Ferraboli            | 492     | 0,3  | Grande Nord                         | 492     | 0,3  |
|                          | Roberto D’Archi              | 272     | 0,2  | 10 Volte Meglio                     | 272     | 0,2  |
|                          | Adino Rossi                  | 201     | 0,1  | Partito Repubblicano Italiano – ALA | 201     | 0,1  |
| Gesamt                   | Gesamt                       | 141.467 | 100  |                                     | 141.467 | 100  |
|                          |                              |         |      |                                     |         |      |
| Ungültige Stimmen        | Ungültige Stimmen            | 4.336   | 3,0  |                                     |         |      |
| Wähler                   | Wähler                       | 145.803 | 76,5 |                                     |         |      |
| Wahlberechtigte          | Wahlberechtigte              | 190.553 |      |                                     |         |      |
|                          |                              |         |      |                                     |         |      |
| Quelle: Innenministerium |                              |         |      |                                     |         |      |

## Seit 2020

### Wahlkreisgebiet
| Wahlkreise – Camera dei deputati – Venetien | Wahlkreise – Camera dei deputati – Venetien | Wahlkreise – Camera dei deputati – Venetien                                                             |
| Provinz                                     | Provinz                                     | Gemeinden nach Provinzen ⮞ Wahlkreis                                                                    |
| ------------------------------------------- | ------------------------------------------- | --- |
|                                             | Metropolitanstadt Venedig (44 Gemeinden)    | 17 ⮞ Wahlkreis Venedig 27 ⮞ Wahlkreis Chioggia                                                          |
|                                             | Provinz Belluno (61 Gemeinden)              | alle ⮞ Wahlkreis Belluno                                                                                |
|                                             | Provinz Padua (102 Gemeinden)               | 25 ⮞ Wahlkreis Padua 41 ⮞ Wahlkreis Selvazzano Dentro 36 ⮞ Wahlkreis Rovigo                             |
|                                             | Provinz Rovigo (50 Gemeinden)               | alle ⮞ Wahlkreis Rovigo                                                                                 |
|                                             | Provinz Treviso (94 Gemeinden)              | 36 ⮞ Wahlkreis Treviso 41 ⮞ Wahlkreis Castelfranco Veneto 16 ⮞ Wahlkreis Belluno 1 ⮞ Wahlkreis Chioggia |
|                                             | Provinz Verona (98 Gemeinden)               | 41 ⮞ Wahlkreis Verona 57 ⮞ Wahlkreis Villafranca di Verona                                              |
|                                             | Provinz Vicenza (114 Gemeinden)             | 51 ⮞ Wahlkreis Vicenza 63 ⮞ Wahlkreis Bassano del Grappa                                                |

Der Wahlkreis umfasst 86 Gemeinden:
- alle 50 Gemeinden der Provinz Rovigo;
- 36 Gemeinden der Provinz Padua.

### Wahlergebnisse

#### Parlamentswahl 2022
| Kandidaten                          | Kandidaten             | Stimmen | %    | Listen                                                  | Stimmen | %    |
| ----------------------------------- | ---------------------- | ------- | ---- | ------------------------------------------------------- | ------- | ---- |
|                                     | Alberto Stefanigewählt | 116.885 | 60,6 | Fratelli d’Italia                                       | 68.513  | 35,5 |
| Lega per Salvini Premier            | Alberto Stefanigewählt | 116.885 | 60,6 | 29.772                                                  | 15,4    |      |
| Forza Italia                        | Alberto Stefanigewählt | 116.885 | 60,6 | 15.441                                                  | 8,0     |      |
| Noi Moderati                        | Alberto Stefanigewählt | 116.885 | 60,6 | 3.159                                                   | 1,6     |      |
|                                     | Alberto Lucchin        | 39.980  | 20,7 | Partito Democratico – Italia Democratica e Progressista | 30.584  | 15,9 |
| Alleanza Verdi e Sinistra           | Alberto Lucchin        | 39.980  | 20,7 | 4.532                                                   | 2,3     |      |
| +Europa                             | Alberto Lucchin        | 39.980  | 20,7 | 4.150                                                   | 2,2     |      |
| Impegno Civico – Centro Democratico | Alberto Lucchin        | 39.980  | 20,7 | 714                                                     | 0,4     |      |
|                                     | Giacomo Bovolenta      | 12.817  | 6,6  | Azione – Italia Viva                                    | 12.817  | 6,6  |
|                                     | Elena Suman            | 12.128  | 6,3  | Movimento 5 Stelle                                      | 12.128  | 6,3  |
|                                     | Marco Piccoli          | 4.747   | 2,5  | Italexit per l’Italia                                   | 4.747   | 2,5  |
|                                     | Moreno Ferrari         | 2.354   | 1,2  | Vita                                                    | 2.354   | 1,2  |
|                                     | Giorgio Stocco         | 2.044   | 1,1  | Italia Sovrana e Popolare                               | 2.044   | 1,1  |
|                                     | Maria Teresa Bovolenta | 1.964   | 1,0  | Unione Popolare                                         | 1.964   | 1,0  |
| Gesamt                              | Gesamt                 | 192.919 | 100  |                                                         | 192.919 | 100  |
|                                     |                        |         |      |                                                         |         |      |
| Ungültige Stimmen                   | Ungültige Stimmen      | 8.639   | 4,3  |                                                         |         |      |
| Wähler                              | Wähler                 | 201.558 | 68,4 |                                                         |         |      |
| Wahlberechtigte                     | Wahlberechtigte        | 294.665 |      |                                                         |         |      |
|                                     |                        |         |      |                                                         |         |      |
| Quelle: Innenministerium            |                        |         |      |                                                         |         |      |